# En el aire
En el aire (también conocido como En el aire, con Andreu Buenafuente) fue un programa de televisión español perteneciente al género conocido como late night show, presentado por el humorista Andreu Buenafuente y producido por El Terrat. Desde el 18 de noviembre de 2013 y hasta el 11 de junio de 2015 se emitió en La Sexta.
Este programa fue una continuación del programa Buenafuente

## Historia
A finales del mes de octubre de 2013, Atresmedia confirmó que Andreu Buenafuente estaba preparando un late night show de humor para La Sexta. Tras el anuncio, el presentador indicó que se trataría de una gran renovación del programa Buenafuente, ya que tendría algún parecido a la radio y habría una mesa abierta para que fueran pasando invitados.
Más tarde, el 12 de noviembre se estableció la denominación de En el aire como nombre del programa, además de su hora y sus días de emisión (de lunes a jueves a las 00:15 horas). Además, se dijo que el programa estaría financiado por patrocinios. Esa misma semana se desveló que el programa contaría cada noche con la presencia de Berto Romero, Belén Cuesta, Bob Pop y Jorge Ponce, aunque asistirían de forma periódica Álex O'Dogherty, el chef David de Jorge, Marc Giró y Pau García-Milá.
En el aire comenzó sus emisiones el 18 de noviembre de 2013 a las 00:15 horas, emitiéndose de lunes a jueves en La Sexta.
Tras dos temporadas en antena y 243 programas, el 3 de septiembre de 2015 se anunció que En el aire no volverá a late-night de La Sexta, ya que Atresmedia y Andreu Buenafuente han llegado a un acuerdo para no renovar el contrato y el showman catalán ha firmado por Movistar+ para realizar un nuevo programa de humor.

## Secciones
- Hoy está en el aire...: cada noche se inicia el programa repasando con humor los temas del día. Para ello, Andreu está delante de una gran pantalla en la que se ven las imágenes del día y vídeos humorísticos de creación propia. En la segunda temporada Andreu cambia su posición, pasando de estar delante de la pantalla a estar de cara al público. Este monólogo se caracteriza por el saludo que realiza Andreu al iniciarlo: "Corrupciones y Buenas Noches"

- La mesa de en el aire: una mesa circular preside el plató del programa y en ella Andreu recibe a sus colaboradores e invitados. En este set central, Andreu, Berto Romero y Jorge Ponce repasan los temas del día, protagonizan sketches y hacen de anfitriones del invitado del día. En la segunda temporada la mesa circular se cambia por una mesa triangular.

- La entrevista: el programa recibe cada noche a personajes de relevancia nacional e internacional con la intención de sumarlos a la mesa.

- Nadie sabe nada: Andreu y Berto deben improvisar respuestas a partir de varias preguntas planteadas por el público sin saberlas previamente.

- Actuaciones musicales: el plató de En el aire acoge dos días a la semana las actuaciones musicales de los grupos y artistas del momento.[7]

- ¿Quién Miente?: Cada semana Andreu, Berto y Javier Coronas explicarán una anécdota personal, pero una de esas tres anécdotas es mentira. Una persona voluntaria del público debe tratar de adivinar quien de los tres miente.

- Ustedes mismos: De vez en cuando un espectador llama a Andreu y a Berto para que intenten solucionar sus problemas o simplemente para charlar un rato con ellos.

- Emoticonos de WhatsApp: Jorge Ponce intenta explicar algún tema de actualidad usando simplemente los emoticonos de WhatsApp.

- Demasiado Tarde: Demasiado tarde es el pseudoprograma presentado por Berto Romero, cuya característica es la transgresión extrema. Al principio del programa Berto avanza los contenidos de ese programa del cual no se sabe la hora de emisión.

- Curso intensivo de...: Jorge Ponce y Berto tratan de explicar como actuar en diversas situaciones realizando un curso intensivo.

- Clases de elegancia con Marc Giró: Cada jueves el experto en elegancia Marc Giró trata de explicar como ser elegante y que cosas pueden llevar a la deselegancia.

- Fake o no Fake: Andreu, Berto y Jorge Ponce deben adivinar si las imágenes que les pone el equipo, sin conocimiento previo por parte de los miembros del programa, son verdaderas o son falsas.
- Words: Se trata de un juego inventado por Andreu en el cual él propone una palabra y el oponente debe decir una palabra que este relacionada sin ser muy obvio que está relacionada. A partir de esa palabra Andreu aplica su propio criterio y le da una puntuación al oponente dependiendo del grado de relación que haya entre las dos palabras. Si se establece un relación perfecta entre dos palabras, hablamos de una 'Perfect Word'. En el momento que se produce una 'Perfect Word', esa palabra no puede volver a ser usada nunca más en 'Words'. Véase también  .
- Secciones breves de Luis álvaro: El guionista hiperactivo Luis Álvaro llega a la mesa de En el Aire para traernos unas secciones muy breves pero muy necesarias como, por ejemplo, "Como escribir Michael Jackson correctamente" o "Elaborar microcuentas en lugar de microcuentos" entre otras mini-secciones.
- AhorrateLou: El youtuber Loulogio comparte diversos consejos con el objetivo de "ahorrar tiempo, dinero y molestias".[8]
- Arte con Lou: Loulogio trata temas del mundo del arte.[9]

## Audiencias
| Temporada | Temporada | Episodios | Estreno                  | Final               | Audiencia media | Audiencia media | Audiencia media |
| Temporada | Temporada | Episodios | Estreno                  | Final               | Espectadores    | Cuota           |                 |
| --------- | --------- | --------- | ------------------------ | ------------------- | --------------- | --------------- | --------------- |
|           | 1         | 106       | 18 de noviembre de 2013  | 12 de junio de 2014 | 583 000         | 7,9 %           |                 |
|           | 2         | 137       | 22 de septiembre de 2014 | 11 de junio de 2015 | 507 000         | 7,0 %           |                 |
| Total     | Total     | 243       | 2013                     | 2015                | 545 000         | 7,4%            |                 |

## Primera temporada (2013-2014)
| 1   | 1   | Javier Cámara y David Trueba                                                      | 18 de noviembre de 2013 | 1 197 000 (14,8 %) |
| 2   | 2   | Manel Fuentes, Florentino Fernández, Albert Espinosa y actuación Quique González  | 19 de noviembre de 2013 | 989 000 (14,4 %)   |
| 3   | 3   | Jordi Évole (entrevista telefónica)                                               | 20 de noviembre de 2013 | 781 000 (9,1 %)    |
| 4   | 4   | Manuel Carrasco                                                                   | 21 de noviembre de 2013 | 560 000 (8,0 %)    |
| 5   | 5   | Agustín Jiménez, Antonio Molero y el ingeniero Carlos Matilla                     | 25 de noviembre de 2013 | 676 000 (7,2 %)    |
| 6   | 6   | Los Chunguitos, Anthony Blake y actuación Sara Pi                                 | 26 de noviembre de 2013 | 896 000 (11,5 %)   |
| 7   | 7   | Marc Márquez                                                                      | 27 de noviembre de 2013 | 606 000 (6,7 %)    |
| 8   | 8   | Leopoldo Abadía y actuación Pablo López                                           | 28 de noviembre de 2013 | 505 000 (7,3 %)    |
| 9   | 9   | Carlos Hipólito, Luis Merlo y David Muñoz                                         | 2 de diciembre de 2013  | 658 000 (8,0 %)    |
| 10  | 10  | Martiño Rivas, Inma Cuesta, Silvia Abril y Berto Romero                           | 3 de diciembre de 2013  | 684 000 (11,1 %)   |
| 11  | 11  | Rosendo                                                                           | 4 de diciembre de 2013  | 612 000 (6,9 %)    |
| 12  | 12  | Carlos Sobera                                                                     | 5 de diciembre de 2013  | 601 000 (5,7 %)    |
| 13  | 13  | Mikel Urmeneta, María Galiana y Juan Echanove                                     | 9 de diciembre de 2013  | 661 000 (8,2 %)    |
| 14  | 14  | Josep Pedrerol y Joaquín Reyes                                                    | 10 de diciembre de 2013 | 614 000 (8,8 %)    |
| 15  | 15  | Jordi Évole                                                                       | 11 de diciembre de 2013 | 644 000 (7,0 %)    |
| 16  | 16  | Arturo Valls                                                                      | 12 de diciembre de 2013 | 562 000 (6,4 %)    |
| 17  | 17  | Gomaespuma y actuación Luz Casal                                                  | 16 de diciembre de 2013 | 629 000 (7,6 %)    |
| 18  | 18  | Fernando Romay y Juanma López Iturriaga                                           | 17 de diciembre de 2013 | 752 000 (7,8 %)    |
| 19  | 19  | Pere Estupinyà y actuación Javier Krahe                                           | 18 de diciembre de 2013 | 499 000 (5,1 %)    |
| 20  | 20  | Paula Vázquez                                                                     | 19 de diciembre de 2013 | 462 000 (7,0 %)    |
| 21  | 21  | Rodrigo Cortés                                                                    | 7 de enero de 2014      | 682 000 (8,8 %)    |
| 22  | 22  | El Sevilla                                                                        | 8 de enero de 2014      | 630 000 (7,9 %)    |
| 23  | 23  | Los Morancos                                                                      | 9 de enero de 2014      | 493 000 (6,6 %)    |
| 24  | 24  | Josema Yuste, David Fernández y Juan Carlos Heredia 'El Porrúo'                   | 13 de enero de 2014     | 430 000 (6,1 %)    |
| 25  | 25  | El mago Antonio Díaz y el youtuber "El Rubius"                                    | 14 de enero de 2014     | 710 000 (9,4 %)    |
| 26  | 26  | Peter Vives, Francesc Garrido y actuación Manel                                   | 15 de enero de 2014     | 548 000 (6,5 %)    |
| 27  | 27  | Consultor estratégico de PYMES Fernando Sánchez Salinero                          | 16 de enero de 2014     | 491 000 (8,1 %)    |
| 28  | 28  | María Castro, Carlos Areces, Ernesto Sevilla, Joaquín Reyes y Raúl Cimas          | 20 de enero de 2014     | 533 000 (6,8 %)    |
| 29  | 29  | Chenoa y Juanjo Sáez                                                              | 21 de enero de 2014     | 586 000 (8,1 %)    |
| 30  | 30  | Araceli Segarra                                                                   | 22 de enero de 2014     | 649 000 (8,0 %)    |
| 31  | 31  | Nani Roma                                                                         | 23 de enero de 2014     | 522 000 (6,1 %)    |
| 32  | 32  | Daniel Guzmán, Gorka Otxoa y Diana Palazón                                        | 27 de enero de 2014     | 632 000 (10,3 %)   |
| 33  | 33  | Kiko Rivera y el hacker Chema Alonso                                              | 28 de enero de 2014     | 685 000 (11,1 %)   |
| 34  | 34  | Custo Dalmau                                                                      | 29 de enero de 2014     | 556 000 (7,8 %)    |
| 35  | 35  | Roko                                                                              | 30 de enero de 2014     | 441 000 (7,7 %)    |
| 36  | 36  | Pepe Colubi                                                                       | 3 de febrero de 2014    | 556 000 (8,0 %)    |
| 37  | 37  | Paco Tous y Pepón Nieto                                                           | 4 de febrero de 2014    | 764 000 (11,1 %)   |
| 38  | 38  | La Terremoto de Alcorcón y actuación The Excitements                              | 5 de febrero de 2014    | 449 000 (5,9 %)    |
| 39  | 39  | Santi Millán, Berto Romero, Hovik Keuchkerian, Patrick Criado y Javier Pereira    | 6 de febrero de 2014    | 483 000 (5,6 %)    |
| 40  | 40  | Javier Cámara (entrevista telefónica), Antonio Orozco y actuación Mayumana        | 10 de febrero de 2014   | 542 000 (6,7 %)    |
| 41  | 41  | Loles León                                                                        | 11 de febrero de 2014   | 643 000 (8,8 %)    |
| 42  | 42  | Jorge Blass y Mario Alonso Puig                                                   | 12 de febrero de 2014   | 611 000 (7,2 %)    |
| 43  | 43  | Luis del Olmo (programa simultáneo en Melodía FM en el Día Mundial de la Radio)   | 13 de febrero de 2014   | 345 000 (4,3 %)    |
| 44  | 44  | Sergi Pàmies y Silvia Abril haciendo de Berto Romero                              | 17 de febrero de 2014   | 545 000 (7,2 %)    |
| 45  | 45  | Daniel Diges, Angy Fernández y Flipy haciendo de Berto Romero                     | 18 de febrero de 2014   | 489 000 (8,8 %)    |
| 46  | 46  | Jordi Hurtado                                                                     | 19 de febrero de 2014   | 488 000 (5,8 %)    |
| 47  | 47  | Sor Lucía Caram                                                                   | 20 de febrero de 2014   | 397 000 (3,9 %)    |
| 48  | 48  | Community mánager de la Policía Nacional Carlos Fernández y Pau Donés             | 24 de febrero de 2014   | 585 000 (7,0 %)    |
| 49  | 49  | Javier Sardà                                                                      | 25 de febrero de 2014   | 704 000 (10,4 %)   |
| 50  | 50  | Tu cara no me suena 1: Pedro Reyes y 1.º programa improvisado con Fernando Esteso | 26 de febrero de 2014   | 592 000 (7,2 %)    |
| 51  | 51  | Eudald Carbonell                                                                  | 27 de febrero de 2014   | 456 000 (4,2 %)    |
| 52  | 52  | Macarena Berlín                                                                   | 3 de marzo de 2014      | 585 000 (7,0 %)    |
| 53  | 53  | Alberto Chicote y Lorenzo Fernández Bueno (director de la revista "Enigmas")      | 4 de marzo de 2014      | 612 000 (9,7 %)    |
| 54  | 54  | El youtuber Toni Nievas                                                           | 5 de marzo de 2014      | 576 000 (7,7 %)    |
| 55  | 55  | Fito Cabrales                                                                     | 6 de marzo de 2014      | 381 000 (4,3 %)    |
| 56  | 56  | Joaquín Caparrós                                                                  | 10 de marzo de 2014     | 469 000 (7,2 %)    |
| 57  | 57  | Fernando Arrabal y Llum Barrera                                                   | 11 de marzo de 2014     | 481 000 (7,1 %)    |
| 58  | 58  | Richy Castellanos y monólogo de Santi Rodríguez                                   | 12 de marzo de 2014     | 675 000 (7,8 %)    |
| 59  | 59  | Erika Lust                                                                        | 13 de marzo de 2014     | 399 000 (4,7 %)    |
| 60  | 60  | El Niño de la Hipoteca & Grison y Tuli y Carlos Iglesias                          | 17 de marzo de 2014     | 478 000 (6,3 %)    |
| 61  | 61  | Natalia Millán y Miguel Noguera                                                   | 18 de marzo de 2014     | 574 000 (7,6 %)    |
| 62  | 62  | Carlos Baute                                                                      | 19 de marzo de 2014     | 548 000 (6,6 %)    |
| 63  | 63  | Juan Magán, el youtuber Toni Nievas y Pablo Carbonell                             | 20 de marzo de 2014     | 422 000 (4,3 %)    |
| 64  | 64  | Estopa y Lorenzo Fernández Bueno (director de la revista Enigmas)                 | 24 de marzo de 2014     | 450 000 (7,5 %)    |
| 65  | 65  | Javier Coronas, Quequé y el mago Antonio Díaz                                     | 25 de marzo de 2014     | 580 000 (7,5 %)    |
| 66  | 66  | Ángel Martín, Lara Álvarez y Jorge Drexler                                        | 26 de marzo de 2014     | 639 000 (7,4 %)    |
| 67  | 67  | Tu cara no me suena 2: Josie y 2.º programa improvisado                           | 27 de marzo de 2014     | 419 000 (7,1 %)    |
| 68  | 68  | Andy y Lucas                                                                      | 31 de marzo de 2014     | 523 000 (7,7 %)    |
| 69  | 69  | Pablo Herreros, sociólogo, primatólogo y antropólogo                              | 1 de abril de 2014      | 579 000 (7,7 %)    |
| 70  | 70  | Leo Harlem                                                                        | 2 de abril de 2014      | 639 000 (7,2 %)    |
| 71  | 71  | Cristina Pardo y Toni Nievas                                                      | 3 de abril de 2014      | 722 000 (12,2 %)   |
| 72  | 72  | Ángel Gabilondo                                                                   | 7 de abril de 2014      | 456 000 (7,5 %)    |
| 73  | 73  | El Gran Wyoming                                                                   | 8 de abril de 2014      | 797 000 (8,7 %)    |
| 74  | 74  | Raúl Arévalo                                                                      | 9 de abril de 2014      | 412 000 (8,1 %)    |
| 75  | 75  | Goyo Jiménez y noche sabinera con Pancho Varona y Antonio García de Diego         | 10 de abril de 2014     | 608 000 (10,2 %)   |
| 76  | 76  | Miguel Ángel Muñoz                                                                | 21 de abril de 2014     | 360 000 (6,3 %)    |
| 77  | 77  | Miguel Ríos y Toni Nievas                                                         | 22 de abril de 2014     | 455 000 (7,5 %)    |
| 78  | 78  | Manuela Velasco y Tomasito                                                        | 23 de abril de 2014     | 403 000 (6,6 %)    |
| 79  | 79  | El psicólogo Rafael Santandreu                                                    | 24 de abril de 2014     | 553 000 (9,5 %)    |
| 80  | 80  | Juan Diego Botto y Lorenzo Fernández Bueno                                        | 28 de abril de 2014     | 388 000 (6,6 %)    |
| 81  | 81  | Joaquín Cortés                                                                    | 29 de abril de 2014     | 540 000 (7,4 %)    |
| 82  | 82  | Tu cara no me suena 3: Soraya                                                     | 30 de abril de 2014     | 485 000 (7,6 %)    |
| 83  | 83  | Kilian Jornet                                                                     | 5 de mayo de 2014       | 554 000 (8,0 %)    |
| 84  | 84  | Quim Gutiérrez y actuación The Coup                                               | 6 de mayo de 2014       | 565 000 (6,5 %)    |
| 85  | 85  | Nach                                                                              | 7 de mayo de 2014       | 641 000 (10,7 %)   |
| 86  | 86  | Pablo Puyol y David Ordinas                                                       | 8 de mayo de 2014       | 631 000 (8,2 %)    |
| 87  | 87  | Coque Malla                                                                       | 12 de mayo de 2014      | 427 000 (6,3 %)    |
| 88  | 88  | Natalia Tena, David Verdaguer y Toni Nievas                                       | 13 de mayo de 2014      | 505 000 (6,7 %)    |
| 89  | 89  | Carlos Latre                                                                      | 14 de mayo de 2014      | 559 000 (9,3 %)    |
| 90  | 90  | Florentino Fernández                                                              | 15 de mayo de 2014      | 618 000 (7,8 %)    |
| 91  | 91  | Ana de Armas                                                                      | 19 de mayo de 2014      | 473 000 (7,4 %)    |
| 92  | 92  | El Langui                                                                         | 20 de mayo de 2014      | 857 000 (11,1 %)   |
| 93  | 93  | Toni Moog y Love of Lesbian                                                       | 21 de mayo de 2014      | 637 000 (10,8 %)   |
| 94  | 94  | Paco León                                                                         | 22 de mayo de 2014      | 751 000 (10,1 %)   |
| 95  | 95  | Dani Martín                                                                       | 26 de mayo de 2014      | 534 000 (7,6 %)    |
| 96  | 96  | Pau Gasol y El Niño de la Hipoteca & Loulogio                                     | 27 de mayo de 2014      | 693 000 (9,5 %)    |
| 97  | 97  | Jordi Évole                                                                       | 28 de mayo de 2014      | 665 000 (10,9 %)   |
| 98  | 98  | Eduardo Aldán                                                                     | 29 de mayo de 2014      | 625 000 (7,4 %)    |
| 99  | 99  | Elena Anaya y el perro Pancho                                                     | 2 de junio de 2014      | 603 000 (9,5 %)    |
| 100 | 100 | 3.º programa improvisado con las Nancys Rubias                                    | 3 de junio de 2014      | 816 000 (10,4 %)   |
| 101 | 101 | Cristina Pedroche, Miki Nadal y Loulogio                                          | 4 de junio de 2014      | 611 000 (11,0 %)   |
| 102 | 102 | Nacho Vigalondo                                                                   | 5 de junio de 2014      | 655 000 (7,9 %)    |
| 103 | 103 | Ferran Adrià                                                                      | 9 de junio de 2014      | 559 000 (9,7 %)    |
| 104 | 104 | Juan Antonio Bayona, Macarena García y Belén Cuesta                               | 10 de junio de 2014     | 525 000 (8,1 %)    |
| 105 | 105 | Martín Berasategui                                                                | 11 de junio de 2014     | 495 000 (8,7 %)    |
| 106 | 106 | Javier Coronas y El Sevilla                                                       | 12 de junio de 2014     | 659 000 (7,0 %)    |

## Segunda temporada (2014-2015)
| 107 | 1   | Santiago Segura                                                    | 22 de septiembre de 2014 | 484 000 (7,8 %)  |
| 108 | 2   | Melani Olivares                                                    | 23 de septiembre de 2014 | 725 000 (11,2 %) |
| 109 | 3   | Juanra Bonet                                                       | 24 de septiembre de 2014 | 613 000 (8,1 %)  |
| 110 | 4   | Dani el Rojo                                                       | 25 de septiembre de 2014 | 396 000 (6,0 %)  |
| 111 | 5   | David Bustamante                                                   | 29 de septiembre de 2014 | 434 000 (5,6 %)  |
| 112 | 6   | Raúl Arévalo y Antonio de la Torre                                 | 30 de septiembre de 2014 | 530 000 (10,3 %) |
| 113 | 7   | Pimpinela                                                          | 1 de octubre de 2014     | 606 000 (7,7 %)  |
| 114 | 8   | M Clan                                                             | 2 de octubre de 2014     | 524 000 (6,5 %)  |
| 115 | 9   | Fernando Esteso                                                    | 6 de octubre de 2014     | 600 000 (7,4 %)  |
| 116 | 10  | José Corbacho                                                      | 7 de octubre de 2014     | 695 000 (9,8 %)  |
| 117 | 11  | Natalia Sánchez y Marc Clotet                                      | 8 de octubre de 2014     | 492 000 (5,8 %)  |
| 118 | 12  | Laia Palau, Silvia Domínguez, Anna Cruz                            | 9 de octubre de 2014     | 495 000 (5,6 %)  |
| 119 | 13  | Sister Act (Silvia Abril, Àngels Gonyalons y Mireia Mambo Bokele)  | 13 de octubre de 2014    | 509 000 (6,4 %)  |
| 120 | 14  | Luis Piedrahíta                                                    | 14 de octubre de 2014    | 659 000 (8,2 %)  |
| 121 | 15  | Hugo Silva                                                         | 15 de octubre de 2014    | 389 000 (6,1 %)  |
| 122 | 16  | Leo Bassi                                                          | 16 de octubre de 2014    | 268 000 (6,1 %)  |
| 123 | 17  | Leonardo Sbaraglia (presentador Berto Romero)                      | 20 de octubre de 2014    | 515 000 (7,0 %)  |
| 124 | 18  | Carlos Sobera y Marta Torné (presentador Berto Romero)             | 21 de octubre de 2014    | 747 000 (10,0 %) |
| 125 | 19  | Jordi Évole (presentador Berto Romero)                             | 22 de octubre de 2014    | 692 000 (7,4 %)  |
| 126 | 20  | Whoopi Goldberg                                                    | 23 de octubre de 2014    | 510 000 (6,0 %)  |
| 127 | 21  | Mónica Naranjo                                                     | 27 de octubre de 2014    | 434 000 (7,4 %)  |
| 128 | 22  | Jordi Cruz                                                         | 28 de octubre de 2014    | 462 000 (7,8 %)  |
| 129 | 23  | Concha Velasco                                                     | 29 de octubre de 2014    | 613 000 (8,3 %)  |
| 130 | 24  | Dolo Beltrán (vocalista de Pastora)                                | 30 de octubre de 2014    | 376 000 (5,8 %)  |
| 131 | 25  | Hovik Keuchkerian y Antonio Dechent                                | 3 de noviembre de 2014   | 435 000 (8,0 %)  |
| 132 | 26  | El Pescao                                                          | 4 de noviembre de 2014   | 448 000 (8,7 %)  |
| 133 | 27  | Miguel Bosé                                                        | 5 de noviembre de 2014   | 674 000 (8,0 %)  |
| 134 | 28  | Manuela Velasco                                                    | 6 de noviembre de 2014   | 386 000 (4,8 %)  |
| 135 | 29  | Joan Manuel Serrat                                                 | 10 de noviembre de 2014  | 419 000 (6,3 %)  |
| 136 | 30  | La Terremoto de Alcorcón y Álex O'Dogherty                         | 11 de noviembre de 2014  | 636 000 (7,7 %)  |
| 137 | 31  | Roko                                                               | 12 de noviembre de 2014  | 606 000 (6,8 %)  |
| 138 | 32  | Eduardo Gómez                                                      | 13 de noviembre de 2014  | 509 000 (6,0 %)  |
| 139 | 33  | Karlos Arguiñano                                                   | 17 de noviembre de 2014  | 408 000 (8,3 %)  |
| 140 | 34  | Martín Perarnau                                                    | 18 de noviembre de 2014  | 478 000 (5,6 %)  |
| 141 | 35  | Julia Otero                                                        | 19 de noviembre de 2014  | 753 000 (8,6 %)  |
| 142 | 36  | Javier Sierra y Hovik Keuchkerian                                  | 20 de noviembre de 2014  | 428 000 (4,6 %)  |
| 143 | 37  | Alberto Pozas y Teresa Viejo                                       | 24 de noviembre de 2014  | 561 000 (7,5 %)  |
| 144 | 38  | Jorge Lorenzo                                                      | 25 de noviembre de 2014  | 705 000 (7,5 %)  |
| 145 | 39  | Juanma López Iturriaga                                             | 26 de noviembre de 2014  | 657 000 (8,0 %)  |
| 146 | 40  | Sor Cristina                                                       | 27 de noviembre de 2014  | 475 000 (5,3 %)  |
| 147 | 41  | José Corbacho y Aina Clotet                                        | 1 de diciembre de 2014   | 482 000 (6,6 %)  |
| 148 | 42  | Ana Morgade                                                        | 2 de diciembre de 2014   | 774 000 (10,2 %) |
| 149 | 43  | Manolo García                                                      | 3 de diciembre de 2014   | 533 000 (5,5 %)  |
| 150 | 44  | 4.º programa improvisado con Carlos Areces                         | 4 de diciembre de 2014   | 513 000 (6,4 %)  |
| 151 | 45  | Wally López                                                        | 9 de diciembre de 2014   | 583 000 (7,7 %)  |
| 152 | 46  | Alberto Casado y Rober Bodegas                                     | 10 de diciembre de 2014  | 659 000 (7,9 %)  |
| 153 | 47  | Santi Rodríguez y Leopoldo Abadía                                  | 11 de diciembre de 2014  | 511 000 (5,9 %)  |
| 154 | 48  | Boris Izaguirre                                                    | 15 de diciembre de 2014  | 518 000 (6,8 %)  |
| 155 | 49  | Javier Cansado                                                     | 16 de diciembre de 2014  | 309 000 (10,1 %) |
| 156 | 50  | Mayra Gómez Kemp                                                   | 17 de diciembre de 2014  | 455 000 (9,6 %)  |
| 157 | 51  | Pablo Alborán                                                      | 18 de diciembre de 2014  | 366 000 (3,5 %)  |
| 158 | 52  | David García, ganador de Top Chef                                  | 7 de enero de 2015       | 501 000 (7,2 %)  |
| 159 | 53  | Javier Sardá y Juan Carlos Ortega                                  | 8 de enero de 2015       | 757 000 (7,6 %)  |
| 160 | 54  | Pablo Puyol, Gorka Ochoa, Eva Ugarte y Mariam Hernández            | 12 de enero de 2015      | 537 000 (5,7 %)  |
| 161 | 55  | José Luis Gil                                                      | 13 de enero de 2015      | 571 000 (8,6 %)  |
| 162 | 56  | Alberto Chicote, Ernesto Sevilla y Joaquín Reyes                   | 14 de enero de 2015      | 480 000 (8,0 %)  |
| 163 | 57  | César Bona                                                         | 15 de enero de 2015      | 423 000 (5,8 %)  |
| 164 | 58  | El mago Pop                                                        | 19 de enero de 2015      | 528 000 (7,0 %)  |
| 165 | 59  | Marc Coma, Laia Sanz y Albert Llovera                              | 20 de enero de 2015      | 805 000 (8,6 %)  |
| 166 | 60  | Juan Luis Arsuaga                                                  | 21 de enero de 2015      | 527 000 (7,4 %)  |
| 167 | 61  | Mónica Carrillo                                                    | 22 de enero de 2015      | 474 000 (7,1 %)  |
| 168 | 62  | Dani Rovira                                                        | 26 de enero de 2015      | 574 000 (9,9 %)  |
| 169 | 63  | María Castro                                                       | 27 de enero de 2015      | 750 000 (9,7 %)  |
| 170 | 64  | Pablo Carbonell                                                    | 28 de enero de 2015      | 425 000 (6,7 %)  |
| 171 | 65  | Santi Balmes                                                       | 29 de enero de 2015      | 504 000 (5,2 %)  |
| 172 | 66  | Inma Cuesta y Candela Peña                                         | 2 de febrero de 2015     | 462 000 (10,9 %) |
| 173 | 67  | Lichis                                                             | 3 de febrero de 2015     | 479 000 (5,4 %)  |
| 174 | 68  | Jordi Évole                                                        | 4 de febrero de 2015     | 712 000 (10,7 %) |
| 175 | 69  | Carlos Latre                                                       | 5 de febrero de 2015     | 577 000 (5,7 %)  |
| 176 | 70  | 5.º programa improvisado con Edurne, Juanra Bonet y Fernando Romay | 9 de febrero de 2015     | 596 000 (6,9 %)  |
| 177 | 71  | Anabel Alonso                                                      | 10 de febrero de 2015    | 482 000 (10,3 %) |
| 178 | 72  | Goyo Jiménez                                                       | 11 de febrero de 2015    | 517 000 (5,5 %)  |
| 179 | 73  | Bárbara Lennie, Javier Gutiérrez y Alberto Rodríguez               | 12 de febrero de 2015    | 505 000 (5,3 %)  |
| 180 | 74  | Jalis de la Serna y Alejandra Andrade                              | 16 de febrero de 2015    | 398 000 (7,9 %)  |
| 181 | 75  | María Adánez                                                       | 17 de febrero de 2015    | 587 000 (9,3 %)  |
| 182 | 76  | Tricicle (Joan Gràcia, Carles Sans y Paco Mir)                     | 18 de febrero de 2015    | 517 000 (7,8 %)  |
| 183 | 77  | Gonzalo de Castro                                                  | 19 de febrero de 2015    | 503 000 (7,4 %)  |
| 184 | 78  | Verónica Forqué                                                    | 23 de febrero de 2015    | 501 000 (11,5 %) |
| 185 | 79  | Jorge Blas                                                         | 24 de febrero de 2015    | 568 000 (6,3 %)  |
| 186 | 80  | Secun de la Rosa                                                   | 25 de febrero de 2015    | 421 000 (7,7 %)  |
| 187 | 81  | Lluís Homar                                                        | 26 de febrero de 2015    | 486 000 (5,3 %)  |
| 188 | 82  | Daniel Guzmán                                                      | 2 de marzo de 2015       | 699 000 (9,1 %)  |
| 189 | 83  | Julián Hernández                                                   | 3 de marzo de 2015       | 543 000 (7,5 %)  |
| 190 | 84  | Úrsula Corberó y Julián López                                      | 4 de marzo de 2015       | 697 000 (7,9 %)  |
| 191 | 85  | David Trueba                                                       | 5 de marzo de 2015       | 485 000 (5,0 %)  |
| 192 | 86  | Blanca Portillo                                                    | 9 de marzo de 2015       | 590 000 (8,1 %)  |
| 193 | 87  | Agustín Jiménez                                                    | 10 de marzo de 2015      | 618 000 (7,2 %)  |
| 194 | 88  | David Fernández                                                    | 11 de marzo de 2015      | 564 000 (10,7 %) |
| 195 | 89  | José Corbacho y Juan Cruz                                          | 12 de marzo de 2015      | 367 000 (5,7 %)  |
| 196 | 90  | Cristina Brondo                                                    | 16 de marzo de 2015      | 650 000 (9,5 %)  |
| 197 | 91  | Conchita Wurst                                                     | 17 de marzo de 2015      | 554 000 (7,1 %)  |
| 198 | 92  | Marta González de la Vega                                          | 18 de marzo de 2015      | 526 000 (9,2 %)  |
| 199 | 93  | Albert Espinosa y Eugeni Alemany                                   | 19 de marzo de 2015      | 386 000 (5,8 %)  |
| 200 | 94  | 6.º programa improvisado con Martina Klein y Melody                | 23 de marzo de 2015      | 514 000 (6,1 %)  |
| 201 | 95  | Luis de Matos                                                      | 24 de marzo de 2015      | 457 000 (8,2 %)  |
| 202 | 96  | Miguel Gallardo                                                    | 25 de marzo de 2015      | 484 000 (7,7 %)  |
| 203 | 97  | Juan Antonio Corbalán                                              | 26 de marzo de 2015      | 354 000 (5,0 %)  |
| 204 | 98  | Peter Vives y Fernando Gil                                         | 6 de abril de 2015       | 284 000 (6,4 %)  |
| 205 | 99  | Iñaki Miramón y Toni Acosta                                        | 7 de abril de 2015       | 346 000 (6,8 %)  |
| 206 | 100 | Maribel Verdú y Nora Navas                                         | 8 de abril de 2015       | 421 000 (5,5 %)  |
| 207 | 101 | José Luis Cuerda                                                   | 9 de abril de 2015       | 476 000 (8,4 %)  |
| 208 | 102 | Fernando Sánchez Salinero                                          | 13 de abril de 2015      | 472 000 (5,5 %)  |
| 209 | 103 | Xavier Deltell                                                     | 14 de abril de 2015      | 601 000 (6,1 %)  |
| 210 | 104 | Darío Adanti y Eduardo Galán                                       | 15 de abril de 2015      | 603 000 (11,4 %) |
| 211 | 105 | Lolita y Alba Flores                                               | 16 de abril de 2015      | 381 000 (6,9 %)  |
| 212 | 106 | María León                                                         | 20 de abril de 2015      | 433 000 (7,1 %)  |
| 213 | 107 | Natalia de Molina y Celia de Molina                                | 21 de abril de 2015      | 426 000 (7,9 %)  |
| 214 | 108 | Ken Follett                                                        | 22 de abril de 2015      | 397 000 (8,3 %)  |
| 215 | 109 | Sergi López y Jordi Vilches                                        | 23 de abril de 2015      | 382 000 (5,6 %)  |
| 216 | 110 | Jordi Rebellón                                                     | 27 de abril de 2015      | 453 000 (7,5 %)  |
| 217 | 111 | Iñaki López                                                        | 28 de abril de 2015      | 557 000 (6,9 %)  |
| 218 | 112 | Marta Etura y Ernesto Alterio                                      | 29 de abril de 2015      | 466 000 (9,1 %)  |
| 219 | 113 | Juana Acosta                                                       | 30 de abril de 2015      | 421 000 (4,2 %)  |
| 220 | 114 | Miguel Ángel Muñoz                                                 | 4 de mayo de 2015        | 526 000 (9,1 %)  |
| 221 | 115 | Karra Elejalde                                                     | 5 de mayo de 2015        | 424 000 (6,1 %)  |
| 222 | 116 | Nuria Gago                                                         | 6 de mayo de 2015        | 362 000 (8,0 %)  |
| 223 | 117 | Lucía Etxebarria                                                   | 7 de mayo de 2015        | 351 000 (4,7 %)  |
| 224 | 118 | Álex Abrines                                                       | 11 de mayo de 2015       | 393 000 (6,7 %)  |
| 225 | 119 | Michael Robinson                                                   | 12 de mayo de 2015       | 514 000 (6,2 %)  |
| 226 | 120 | Charlotte Vega                                                     | 13 de mayo de 2015       | 438 000 (10,1 %) |
| 227 | 121 | Miguel Noguera                                                     | 14 de mayo de 2015       | 299 000 (5,6 %)  |
| 228 | 122 | Fernando Tejero y Joan Manel Riera                                 | 18 de mayo de 2015       | 551 000 (9,1 %)  |
| 229 | 123 | Youtubers: Venga Monjas, Llimoo y David Suárez                     | 19 de mayo de 2015       | 406 000 (5,6 %)  |
| 230 | 124 | Josema Yuste, Felisuco y Cristina Pedroche                         | 20 de mayo de 2015       | 407 000 (9,4 %)  |
| 231 | 125 | Jordi Alba                                                         | 21 de mayo de 2015       | 324 000 (4,5 %)  |
| 232 | 126 | Isabel Coixet y El Sevilla                                         | 25 de mayo de 2015       | 316 000 (6,4 %)  |
| 233 | 127 | Hervé Falciani                                                     | 26 de mayo de 2015       | 542 000 (8,0 %)  |
| 234 | 128 | Aitor Luna, Yon González y actuación AntiLópez                     | 27 de mayo de 2015       | 307 000 (7,3 %)  |
| 235 | 129 | Ramon Fontserè                                                     | 28 de mayo de 2015       | 395 000 (8,5 %)  |
| 236 | 130 | Fernando Arrabal                                                   | 1 de junio de 2015       | 337 000 (7,1 %)  |
| 237 | 131 | Bonaventura Clotet                                                 | 2 de junio de 2015       | 402 000 (4,7 %)  |
| 238 | 132 | Risto Mejide                                                       | 3 de junio de 2015       | 466 000 (11,1 %) |
| 239 | 133 | Leticia Dolera y Miki Esparbé                                      | 4 de junio de 2015       | 389 000 (5,4 %)  |
| 240 | 134 | Juan Diego Botto y Goya Toledo                                     | 8 de junio de 2015       | 571 000 (5,0 %)  |
| 241 | 135 | Imanol Arias, Quim Gutiérrez, Carlos Areces y Berto Romero         | 9 de junio de 2015       | 449 000 (5,3 %)  |
| 242 | 136 | Dani Rovira                                                        | 10 de junio de 2015      | 426 000 (9,6 %)  |
| 243 | 137 | Marc Gasol                                                         | 11 de junio de 2015      | 395 000 (9,7 %)  |